# Алисултанов, Султан Кадырбекович
Султа́н Кадырбе́кович Алисулта́нов (28 мая [10 июня] 1916 — 5 августа 2000) — советский офицер, участник Великой Отечественной войны, командир батареи 547-го миномётного полка 61-й армии 1-го Белорусского фронта, лейтенант.
Герой Советского Союза (31.05.1945), майор.

## Биография
Родился в 1916 году в крестьянской семье. По национальности даргинец. Член ВКП(б)/КПСС с 1944 года. Получив начальное образование работал бригадиром в колхозе.
Призван в ряды Красной Армии в 1939 году. С начала Великой Отечественной войны на фронте. Лейтенант Алисултанов особо отличился 17 апреля 1945 года, когда он, в числе первых из однополчан, на подручных средствах переправился через реку Одер южнее города Шведт (Германия). Установив связь с огневой позицией батареи, огнём оказал содействие пехоте по отражению контратак крупных сил противника и удержанию плацдарма.
Указом Президиума Верховного Совета СССР от 31 мая 1945 года за образцовое выполнение боевых заданий командования на фронте борьбы с немецкими захватчиками и проявленные при этом отвагу и геройство лейтенанту Алисултанову Султану Кадырбековичу присвоено звание Героя Советского Союза с вручением ордена Ленина и медали «Золотая Звезда» (№ 8641).
С 1946 года майор Алисултанов в запасе. Жил в Махачкале. Скончался в 2000 году.
Похоронен на Старом Русском кладбище в Махачкале.

## Награды
- Медаль «Золотая Звезда» Героя Советского Союза (№ 8641[5])
- Орден Ленина
- Орден Александра Невского
- Орден Отечественной войны I степени
- Орден Отечественной войны II степени
- Орден Трудового Красного Знамени
- Орден Красной Звезды
- Медали, в том числе:
  - Медаль «За победу над Германией в Великой Отечественной войне 1941—1945 гг.»
  - Юбилейная медаль «Двадцать лет Победы в Великой Отечественной войне 1941—1945 гг.»
  - Юбилейная медаль «Тридцать лет Победы в Великой Отечественной войне 1941—1945 гг.»
  - Юбилейная медаль «Сорок лет Победы в Великой Отечественной войне 1941—1945 гг.»

## Память
- В память о подвиге Героя Алисултанова одна из улиц села Маджалис, административного центра Кайтагского района Дагестана, названа его именем.
- В 2002 году у въезда в село Маджалис открыт бронзовый памятник Герою Советского Союза Алисултанову Султану Кадырбековичу[6].
- Именем Султана Алисултанова названа улица в Махачкале.